# Aéroport de Gods Lake Narrows
L'aéroport de Gods Lake Narrows est un aéroport situé à Gods Lake Narrows au Manitoba au Canada.

## Ligne aérienne et destinations
| Ligne aérienne          | Destinations                                 |
| ----------------------- | -------------------------------------------- |
| Perimeter Aviation (en) | Gods River, Oxford House, Thompson, Winnipeg |